# 萨加莫尔山
萨加莫尔山（Sagamore Hill）是第26任美国总统西奥多·罗斯福从1885年到1919年去世的故居。 它位于美国纽约州长岛拿骚县北岸的Cove Neck村，靠近牡蛎湾，在曼哈顿以东25英里（40）。它现在是萨加莫尔山国家历史遗址，其中包括西奥多·罗斯福博物馆。

## 历史
西奥多·罗斯福虽然是纽约市本地人，但是在青年时代他的许多夏天延长假期都与他的家人在牡蛎湾地区度过。 1880年，22岁的罗斯福在Cove Neck用 3万美元（相当于今天的约70万美元）购买了155英畝（63公頃）的土地，这是一个小半岛，在牡蛎湾村的东北大约2英里（3.2）。1881年，他的叔叔詹姆斯·阿尔弗雷德·罗斯福在萨加莫尔山庄园以西几百英尺设计他的庄园。1884年，西奥多·罗斯福聘请纽约Lamb & Rich建筑事务所设计安妮女王风格的建筑，有二十二个房间，完成于1886年，耗资16,975美元（等于今天的575,641美元）。罗斯福在1887年搬进庄园。罗斯福原计划以他的妻子爱丽丝·海瑟薇·李·罗斯福命名为“Leeholm”。然而，她于1884年去世，罗斯福于1886年再婚，因此他决定将名字改为萨加莫尔山。“萨加莫尔”是阿尔冈昆语，意为部落酋长。在1905年，罗斯福决定扩大房子，增加了最大的房间，称为“North Room” (40乘30英尺（12.2乘9.1）)，耗资19,000美元（等于今天644,311美元）。现在故居有23个房间。
房子及其周围的农田成为了西奥多和伊迪丝·罗斯福夫妇此后一生的主要居住地。罗斯福任总统期间，有七个夏天（1902年至1908年）在这个“夏季白宫”度过，萨加莫尔山的重要性也达到顶峰。罗斯福在1919年1月6日死于萨加莫尔山，埋葬在附近的杨氏纪念公墓。
1962年7月25日，美国国会建立了萨加莫尔山国家历史遗址，由国家公园管理局负责管理和保护。与国家公园管理局管理的所有历史地区一样，萨加莫尔山于1966年10月15日列入国家史迹名录。故居向公众开放。几乎所有的家具都是原装。西奥多·罗斯福博物馆也设于此处，记载了总统的生活和事业。博物馆坐落在建于1938年的原小西奥多·罗斯福将军住宅（Old Orchard）内。